# Partit Feixista Republicà
El Partit Feixista Republicà (PFR, en italià: Partito Fascista Repubblicano) va ser un partit polític italià liderat per Benito Mussolini i que va ser creat com a continuació del Partit Nacional Feixista (PNF) en l'anomenada República Social Italiana, en la zona que es trobava llavors sota l'ocupació militar de l'Alemanya nazi.

## Història

### Orígens i formació
El PFR neix el setembre de 1943, després que el 25 de juliol d'aquell mateix any alguns líders del Gran Consell Feixista destituïssin Benito Mussolini dels seus càrrecs i el reemplacessin pel mariscal Pietro Badoglio, precipitant d'aquesta manera la intervenció militar alemanya a Itàlia. Simultàniament, el juny d'aquest mateix any, es va produir la invasió per tropes nord-americanes i britàniques sobre Sicília. Davant aquests fets, el govern dirigit pel mariscal Badoglio es va traslladar des de Roma fins a Ancona, al sud d'Itàlia, portant-hi també al rei Víctor Manuel III. Mussolini, captiu des del seu enderrocament, és rescatat pels alemanys el 13 de setembre a l'Operació Eiche i cinc dies després anuncia per ràdio des de Múnic la creació del nou Partit Feixista Republicà, amb el líder feixista Alessandro Pavolini com a secretari general.
Aquesta nova designació determina una oposició frontal del nou feixisme a la monarquia de la Casa de Savoia, a la qual s'acusa de traïció per donar suport a britànics i nord-americans al sud del país. Davant l'existència de facto de dos governs a Itàlia, recolzant cadascun a un bàndol en guerra, Mussolini procura sostenir el seu govern de la República Social Italiana (RSI) en els seus seguidors encara lleials. Serà a l'anomenat «Congrés de Verona», el novembre de 1943, quan el PFR intenti plantejar una nova direcció política del feixisme.
El PFR restableix immediatament les estructures i tàctiques dels primers anys del feixisme: es refunden les esquadres d'acció encarregades d'acovardir la població i atacar possibles enemics, se succeeixen les desfilades i manifestacions de carrer… La progressiva «institucionalització» del feixisme en el llarg període de govern comprès entre 1922 i 1943 està ara descartada per la nova organització, que predica un ideari revolucionari de desafiament a les institucions a semblança dels primers anys posteriors a la Primera Guerra Mundial. Un altre tret important del PFR va ser que els seus líders i militants, estimulats per Mussolini, van assumir posicions més populistes i properes al socialisme que abans. Els atacs al capitalisme, fortament silenciats des de 1922, són ara aprovats i fins i tot instigats des del govern de la RSI. El PFR es proclama com a seguidor d'una «tercera via» contrària al comunisme i al capitalisme, cosa que genera el projecte de socialització feixista decretat al Manifest de Verona de novembre de 1943.
Tot i això, malgrat les noves directives donades per Mussolini, el PFR no va aconseguir més adhesió popular, i igual que el mateix Mussolini tampoc no tenia força política. Mentrestant, la Wehrmacht va preferir recolzar només les milícies italianes subjectes a obediència alemanya i que combatien realment els partisans, l'anomenada Guàrdia Nacional Republicana (Guardia Nazionale Repubblicana, GNR). Davant d'això, el juny de 1944, després de l'entrada dels Aliats a Roma, Mussolini ordena la militarització del PFR, enquadrant els seus membres en milícies anomenades Brigades Negres i atorgant responsabilitats militars als seus líders.

### Desaparició i herència posterior
Aquesta mesura no va modificar gaire la situació i les noves milícies van complir un rol bèl·lic modest a la RSI mentre les autoritats militars alemanyes en desconfiaven i els van negar suport tant armamentístic com de subministraments. Quan els Aliats van llançar la seva ofensiva final al costat dels partisans al nord del país el 25 d'abril del 1945, el PFR es va dissoldre i no va sobreviure a la caiguda del feixisme ni a l'execució de Mussolini. El seu líder, Pavolini, també va ser capturat i assassinat pels partisans, i el seu cadàver va ser exposat al costat del de Mussolini en una plaça del centre de Milà.
No obstant això, l'experiència del PFR va servir d'inspiració a alguns dels seus antics integrants per a la fundació el desembre de 1946 del Moviment Social Italià (MSI), un partit de tall neofeixista que va destacar a la Itàlia de postguerra i durant la Guerra Freda.